# مغالطه رد استدلال
مغالطه رد استدلال مغالطه‌ای‌است از جمله مغالطات؛ که شخص با رد استدلال و دلیل یک مدعا و اثبات مغالطه‌آمیز بودن آن، نتیجه می‌گیرد که مدعا نیز رد شده‌است. البته شخص می‌تواند نتیجه بگیرد که گوینده، در اثبات مدعای خود ناموفق بوده‌است؛ اما اثبات نشدن یک مدعا به معنی نفی آن نیست. در منطق، اصل مدعا برای اثبات و نفی، یعنی درستی و نادرستی نیاز به استدلال دارد؛ پس اگر ادله مستقلی در کار نباشد، رد استدلال موجب بطلان مدعا نمی‌شود. به بیان دیگر این مغالطه چنین خواهد بود:
اگر س آن‌گاه ش
س نادرست است.(یا از اثبات س ناتوان است.)
پس ش نادرست است.
این مغالطه دو شیوه دارد؛ اثبات نقطه مقابل مدعا یا اثبات خطا بودن اصل مدعا از ناتوانی دلیل از اثبات مدعا و دوم نفی مدعا با تکیه بر خطا بودن دلیل.

## مثال‌ها
- این مکالمه نمونه‌ای از مغالطه رد استدلال است؛ در این جا سروش مرتکب این مغالطه شده‌است.

کورش: من فارسی را این طور روان صحبت می‌کنم؛ پس شکی نیست که من اهل ایران هستم.
سروش: استدلال تو درست نیست. افغان‌ها هم فارسی را روان صحبت می‌کنند؛ پس تو ایرانی نیستی.
- مثالی دیگر:

مغالطه‌کار: من می‌خواهم سندی ارائه کنم برای حضار محترم در دادگاه، سند من نشان می‌دهد که مجرم واقعی همین فرد است. این اسناد من اسناد قطعی هستند. بر اساس این اسناد، افرادی که برای بی‌گناهی این فرد شهادت داده‌اند، هیچ‌یک در محل وقوع جرم حضور نداشته‌اند.
قاضی: اگر اسناد شما معتبر باشد، حداکثر ثابت می‌کند که نمی‌توان به سخن شهود توجه کرد؛ برای مجرم بودن متهم چه سند و گواهی دارید؟